# Хортиатис
Хортиа́тис (греч. Χορτιάτης), также Кисос (Κισσός), Хортач (болг. Хортач) — горы в периферийной единице Салоники в периферии Центральной Македонии в Греции, юго-восточнее города Салоники. Высота пика — 1201 м.
Образует на западе мысы Мегало-Эмволон (Мегало-Карабурну) и Микро-Эмволон (Микро-Карабурну).